# Umbellularia
Umbellularia é um género botânico pertencente à família Lauraceae.